# 1645
1645 је била проста година.

## Рођења

### Јануар
- Википедија:Непознат датум — Гроф Ђорђе Бранковић, српски владар. († 1711)
- Википедија:Непознат датум — Кандијски рат (1645. — 1669) између Млетачке републике и њених савезника Витезова Хоспиталаца, Папске државе и Француске са једне и Османског царства и Берберских земаља са друге стране, а са циљем остваривања војно-политичке превласти над медитеранским острвом Крит (Кандија). Двадесетчетворогодишњи сукоб су чиниле бројне поморске битке на Егејском мору и копнене операције у Далмацији.

## Смрти

### Јул
- 13. јул — Михаил I Романов, руски цар